# Unfinished Business
Unfinished Business je páté sólové studiové album anglického hudebníka Andyho Bowna. Vyšlo 5. září 2011 u Cherry Red Records a jeho producentem byl Mike Paxman. Jde o Bownovo první sólové album od roku 1978. V roce 2019 vyšlo album v reedici s novým obalem a jednou bonusovou písní.

## Seznam skladeb
Všechny skladby napsal(i) Andy Bown. 
| Pořadí | Název                                              | Délka |
| ------ | -------------------------------------------------- | ----- |
| 1.     | Ruby and Roy                                       | 3:54  |
| 2.     | Rubber Gloves                                      | 4:37  |
| 3.     | A Matter of Time                                   | 3:18  |
| 4.     | When the Lights Went on                            | 6:32  |
| 5.     | Keeping the Wolf Away                              | 3:50  |
| 6.     | Right as Ninepence                                 | 3:35  |
| 7.     | I Got a Million                                    | 4:11  |
| 8.     | Tick My Box                                        | 4:31  |
| 9.     | Built to Last                                      | 3:16  |
| 10.    | A Good Innings                                     | 3:43  |
| 11.    | Dancing in the Rain (bonus na reedici z roku 2019) | 3:43  |

## Sestava
- Andy Bown – zpěv, klávesy, kytara, harmonika
- Mick Rogers – kytara
- Trevor Bolder – baskytara
- Brad Lang – baskytara
- Henry Spinetti – bicí
- Juliet Rogers – doprovodné vokály
- Sylvia Mason-James – doprovodné vokály